# Myoglanis koepckei
Myoglanis koepckei är en fiskart som beskrevs av Chang, 1999. Myoglanis koepckei ingår i släktet Myoglanis och familjen Heptapteridae. Inga underarter finns listade i Catalogue of Life.